# Risicowedstrijd
De risicowedstrijd is een term die in het betaald voetbal wordt gebruikt voor wedstrijden waarbij een verhoogd risico geldt vanwege mogelijk supportersgeweld.

## In het Nederlands voetbal
In Nederland kent de KNVB drie categorieën voor wedstrijden, te weten categorie A, B en C. Categorie A is een wedstrijd met een laag risico en kent geen (reis)beperkende maatregelen voor de supporters. Categorie B is een wedstrijd met midden risico; de supporters kunnen dan op eigen gelegenheid reizen, of met behulp van een combiregeling. Categorie C is een wedstrijd met hoog risico en kent altijd een combiregeling.

### Combiregeling
De combiregeling is een term die wordt gebruikt wanneer een toegangskaartje is gekoppeld aan een verplichte vorm van vervoer. In het kader van het terugdringen van supportersgeweld is in Nederland de combiregeling ingevoerd. De combiregeling is een vrijheidsbeperkende maatregel waarbij supporters van de bezoekende club verplicht een toegangskaartje inclusief vervoersbewijs moeten aanschaffen. Dat vervoersbewijs is meestal een trein (supporterstrein), bus of auto. Er wordt dan gesproken van een treincombi, een buscombi, of een autocombi. De lokale autoriteiten hebben een beslissende stem in de combiregeling, maar organisatorisch is het voor gemeenten gemakkelijker wanneer er een combiregeling wordt gehanteerd.

### Voetbalwet
Er is een voetbalwet waarbij supporters die zich schuldig maken aan geweld harder gestraft worden en onder meer een meldingsplicht krijgen. Bij een meldingsplicht dient de gestrafte supporter zich te melden op het politiebureau wanneer “zijn” of “haar” club een wedstrijd speelt. Een andere benaming voor voetbalwet is evenementenwet, omdat de wet ook buiten het voetbal toegepast kan worden.
Engeland kent ook een voetbalwet.